# Le Compas
 Le Compas  es una comuna (municipio) de Francia, en la región de Lemosín, departamento de Creuse, en el distrito de Aubusson y cantón de Auzances.
Su población en el censo de 1999 era de 197 habitantes.
Está integrada en la Communauté de communes Auzances-Bellegarde-en-Marche.

## Demografía
| 312 | 332 | 270 | 235 | 216 | 197 |
| Para los censos de 1962 a 1999 la población legal corresponde a la población sin duplicidades (Fuente: INSEE [Consultar]) |     |     |     |     |     |